# Mark Esper
Mark Thomas Esper (* 26. dubna 1964 Uniontown) je americký politik a bývalý důstojník americké armády, v letech 2019–2020 ministr obrany v administrativě prezidenta Donalda Trumpa.

## Život
Studoval na vojenské akademii West Point a harvardské Harvard Kennedy School, doktorát z veřejné politiky získal na Univerzitě George Washingtona v roce 2008. Jako armádní důstojník se účastnil například války v Zálivu, v aktivní službě byl více než deset let a dosáhl hodnosti podplukovníka. Po odchodu do civilu působil například ve think-tanku The Heritage Foundation a odborně spolupracoval s různými výbory Senátu.
Do pozice ministra obrany byl jmenován 23. července 2019 a po Jamesi Mattisovi se stal druhým řádným ministrem obrany v Trumpově administrativě. Odvolán byl dne 9. listopadu 2020. V úřadě jej nahradil zastupující ministr Christopher Miller.